# Тёмная саламандра
Тёмная саламандра (лат. Desmognathus fuscus) — вид хвостатых амфибий рода Тёмные саламандры (Desmognathus) семейства Безлёгочные саламандры (Plethodontidae).
Общая длина достигает 10 см. По своему строению похожа на других представителей своего рода. Окраска тёмно-коричневого цвета. Молодые особи очень изменчивы по окраске, они светлее взрослых и часто с красноватыми пятнами.
Любит поймы, луга, леса, места вдоль ручьёв. Встречается под опавшими листьями во влажных тенистых местах. Активна в сумерках и ночью. Питается дождевыми червями, многоножками, моллюсками, мокрицами и насекомыми.
В июле-августе происходит размножение. Самец своим подбородком, где расположены особые железы, выделяющие секрет, возбуждающий самку, трётся о её морду. После этого он передаёт ей в клоаку сперматофоры. Через некоторое время самка в углубление почвы или под камни откладывает 12—26 яиц диаметром 3 мм в виде икряных комков. Она обвивает кладку своим телом и не оставляет яйца до момента появления личинок. Личинки появляются длиной 1,5—1,6 см, с короткими наружными жабрами. Они развиваются в воде 7—9 месяцев, метаморфоза завершается при длине 4,3—4,5 см.
Вид распространён от Квебека и Нью-Брансуик в Канаде до штатов Луизиана и Флорида в США.

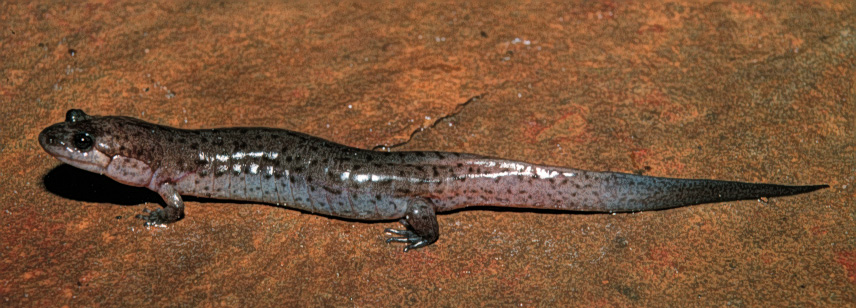
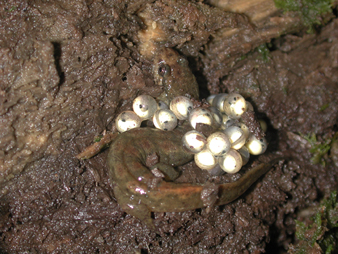